# Harpètides
Els harpètides (Harpetida) són un dels nou ordres d'artròpodes extints de la classe Trilobita. Visqueren del Cambrià superior al Devonià superior.